# Rtiče
Rtiče (prononcé [əɾˈtiːtʃɛ] ; dans des sources plus anciennes également Artiče, anciennement Sveti Bric, allemand : Sankt Brizi) est une localité à l'ouest de Podkum dans la municipalité de Zagorje ob Savi en Slovénie centrale. La zone fait partie de la région traditionnelle de la Basse-Carniole. Elle est maintenant incluse avec le reste de la municipalité dans la région statistique centrale de Sava. 

## Église
L'église locale est dédiée à Saint Brice (slovène : sveti Bric) et appartient à la paroisse de Šentjurij–Podkum. Elle date du XVIIe siècle. 